# Célula madre neural
Las células madre neurales (Neural stem cell, NSC en inglés) son células auto-renovables y multipotentes que generan en primer lugar las células progenitoras gliales radiales que generan las neuronas y la glía del sistema nervioso de todos los animales durante el desarrollo embrionario. Algunas células madre progenitoras neurales persisten en regiones muy restringidas del cerebro de los vertebrados adultos y siguen produciendo neuronas durante toda la vida. 
Las células madre se caracterizan por su capacidad de diferenciarse en múltiples tipos de células. Se someten a una división celular simétrica o asimétrica en dos células hijas. En la división celular simétrica, ambas células hijas son también células madre. En la división asimétrica, una célula madre produce una célula madre y una célula especializada. Las CMN se diferencian principalmente en neuronas, astrocitos y oligodendrocitos. 

## Ubicación del cerebro
En el cerebro de un mamífero adulto, se ha informado de que la zona subgranular del giro dentado del hipocampo, la zona subventricular alrededor de los ventrículos laterales y el hipotálamo (precisamente en la región dorsal α1, α2 y la "región proliferativa hipotalámica", situada en la eminencia media adyacente) contienen células madre neurales

## Desarrollo

### Origenin vivo

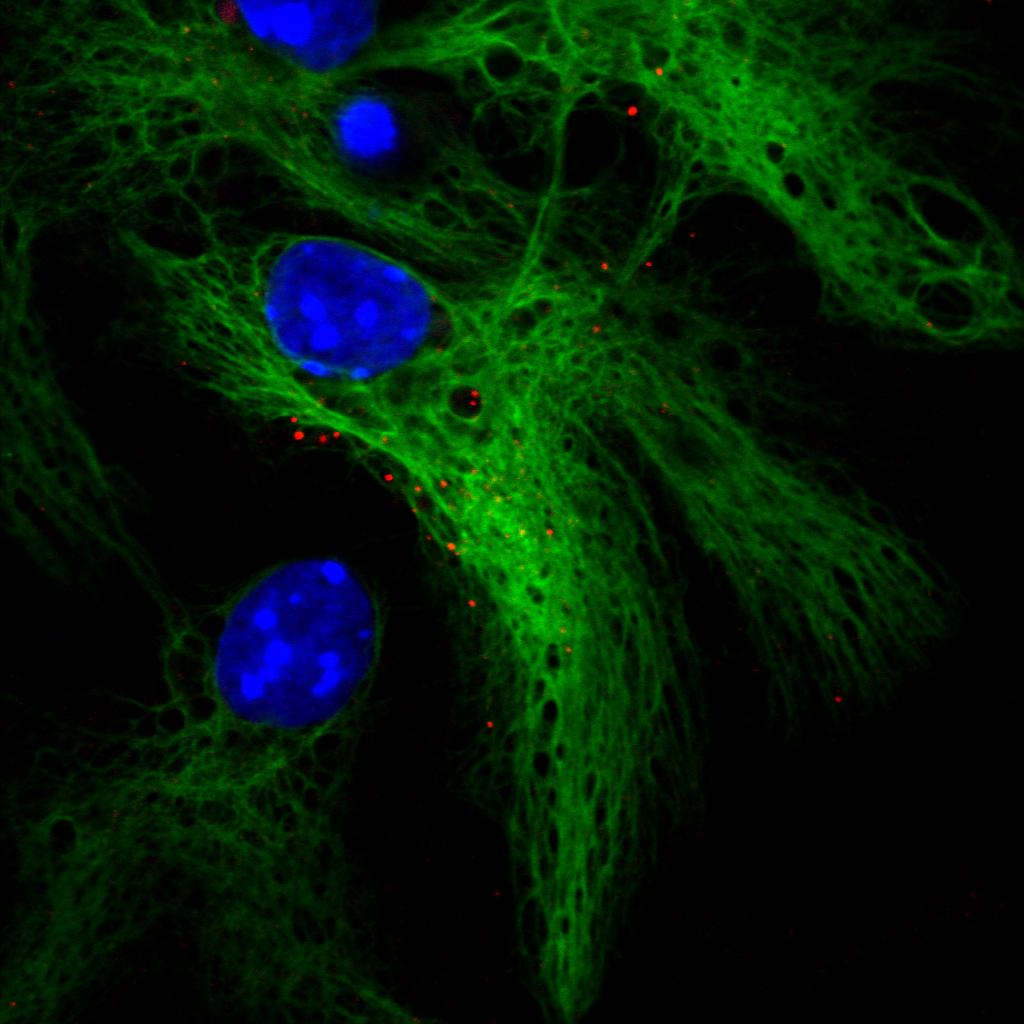
Células madre neurales que se diferencian en astrocitos (verde) y sitios de receptores de la hormona del crecimiento que se muestran en rojo

Hay dos tipos básicos de células madre: las células madre adultas, que tienen una capacidad limitada para diferenciarse, y las células madre embrionarias (CME), que son pluripotentes y tienen la capacidad de diferenciarse en cualquier tipo de célula.
Las células madre neurales son más especializadas que las CME porque solo generan células gliales radiales que dan lugar a las neuronas y a la glía del sistema nervioso central (SNC). Durante el desarrollo embrionario de los vertebrados, las CMN pasan a las células gliales radiales (CGR), también conocidas como células progenitoras gliales radiales y residen en una zona transitoria llamada zona ventricular (ZV). Las neuronas son generadas en gran número por células progenitoras gliales radiales durante un período específico de desarrollo embrionario a través del proceso de neurogénesis, y continúan generándose en la vida adulta en regiones restringidas del cerebro adulto. Las células madre neurales adultas se diferencian en nuevas neuronas dentro de la zona subventricular adulta (ZSV), un remanente del neuroepitelio germinal embrionario, así como el giro dentado del hipocampo.  

### Origenin vitro
Las células madre neurales adultas se aislaron por primera vez del cuerpo estriado de ratones a principios de la década de 1990. Son capaces de formar neuroesferas multipotentes cuando se cultivan in vitro. Las neuroesferas pueden producir células especializadas que se renuevan y proliferan. Estas neuroesferas pueden diferenciarse para formar las neuronas, células gliales y oligodendrocitos específicos. En estudios previos, las neuroesferas cultivadas se han trasplantado en los cerebros de ratones neonatales inmunodeficientes y han mostrado injerto, proliferación y diferenciación neural.  

### Comunicación y migración
Las CMN son estimuladas para comenzar la diferenciación a través de señales exógenas del microambiente, o nicho de células madre. Algunas células neurales migran desde la zona subventricular adulta  a lo largo de la corriente migratoria rostral que contiene una estructura similar a la médula con células ependimarias y astrocitos cuando se estimula. Las células ependimarias y los astrocitos forman tubos gliales utilizados por los neuroblastos migratorios. Los astrocitos en los tubos proporcionan soporte para las células migratorias, así como el aislamiento de las señales eléctricas y químicas liberadas por las células circundantes. Los astrocitos son los precursores primarios para la amplificación celular rápida. Los neuroblastos forman cadenas apretadas y migran hacia el sitio especificado de daño celular para reparar o reemplazar las células neurales. Un ejemplo es un neuroblasto que migra hacia el bulbo olfatorio para diferenciarse en neuronas periglomerculares o granulares que tienen un patrón de migración radial en lugar de uno tangencial.

### Envejecimiento
La proliferación de células madre neurales disminuye como consecuencia del envejecimiento. Se han adoptado varios enfoques para contrarrestar esta disminución relacionada con la edad. Debido a que las proteínas FOX regulan la homeostasis de las células madre neurales, se han utilizado proteínas FOX para proteger las células madre neurales al inhibir la señalización de Wnt

## Función
El factor de crecimiento epidérmico (FCE) y el factor de crecimiento de fibroblastos (FCF) son mitógenos que promueven el crecimiento del progenitor neural y las células madre in vitro, aunque también se requieren otros factores sintetizados por el progenitor neural y las poblaciones de células madre para un crecimiento óptimo. Se presume que la neurogénesis en el cerebro adulto se origina a partir de células madre neurales. El origen y la identidad de las CMN en el cerebro adulto aún no se han definido. 

### Durante la diferenciación
El modelo más ampliamente aceptado de una célula madre neural adulta es una célula radial positiva a la proteína ácida fibrilar glial. Las células madre inactivas son de tipo B que pueden permanecer en el estado inactivo debido al tejido renovable proporcionado por los nichos específicos compuestos por vasos sanguíneos, astrocitos, microglia, células ependimarias y matriz extracelular presente dentro del cerebro. Estos nichos proporcionan alimento, soporte estructural y protección para las células madre hasta que son activadas por estímulos externos. Una vez activadas, las células Tipo B se convierten en células Tipo C, células intermedias activas en proliferación, que luego se dividen en neuroblastos que consisten en células Tipo A. Los neuroblastos indiferenciados forman cadenas que migran y se desarrollan en neuronas maduras. En el bulbo olfativo, maduran en neuronas granulares GABAérgicas, mientras que en el hipocampo maduran en células granulares dentadas.

#### Modificación epigenética
Las modificaciones epigenéticas son reguladores importantes de la expresión génica en la diferenciación de células madre neurales . Las modificaciones epigenéticas clave incluyen la metilación de la citosina del ADN para formar la 5-metilcitosina y la desmetilación de la 5-metilcitosina. Estos tipos de modificación son críticos para la determinación del destino celular en el cerebro de mamíferos en desarrollo y adultos. 
La metilación de la citosina del ADN es catalizada por las metiltransferasas de ADN (DNMT). La desmetilación de la metilcitosina se cataliza en varios pasos distintos por las enzimas TET que llevan a cabo reacciones oxidativas (por ejemplo, 5-metilcitosina a 5-hidroximetilcitosina ) y enzimas de la vía de reparación de la escisión de la base del ADN (BER).

### Durante la enfermedad
Las células madre neurales tienen un papel importante durante el desarrollo produciendo la enorme diversidad de neuronas, astrocitos y oligodendrocitos en el SNC en desarrollo. También tienen un papel importante en los animales adultos, por ejemplo, en el aprendizaje y la plasticidad del hipocampo en los ratones adultos, además de suministrar neuronas al bulbo olfativo en los ratones.
Cabe destacar que varios grupos de investigación de todo el mundo están aclarando el papel de las CMN durante las enfermedades. Las respuestas durante el accidente cerebrovascular, la esclerosis múltiple y la enfermedad de Parkinson en modelos animales y humanos son parte de la investigación actual. Los resultados de esta investigación en curso pueden tener aplicaciones futuras para tratar enfermedades neurológicas humanas.
Se ha demostrado que las células madre neurales participan en la migración y el reemplazo de neuronas moribundas en experimentos clásicos realizados por Sanjay Magavi y Jeffrey Macklis. Usando un daño inducido por láser de las capas corticales, Magavi demostró que los progenitores neurales  que expresan doblecortina, una molécula crítica para la migración de neuroblastos, migraron largas distancias al área del daño y se diferenciaron en neuronas maduras que expresan el marcador NeuN. Además, el grupo de Masato Nakafuku de Japón mostró por primera vez el papel de las células madre del hipocampo durante el accidente cerebrovascular en ratones. Estos resultados demostraron que las CMN pueden participar en el cerebro adulto como resultado de una lesión. Además, en 2004, el grupo de Evan Y. Snyder demostró que las CNM migran a los tumores cerebrales de manera dirigida. El Dr. Jaime Imitola y sus colegas de Harvard demostraron por primera vez un mecanismo molecular para las respuestas de las CNM a las lesiones. Demostraron que las quimiocinas liberadas durante la lesión, como SDF-1a, fueron responsables de la migración dirigida de las CMN humanas y de ratón a áreas de lesión en ratones. Desde entonces, se ha encontrado que otras moléculas participan en las respuestas de las CMN a la lesión. Todos estos resultados han sido ampliamente reproducidos y expandidos por otros investigadores que se unieron al trabajo clásico de Richard L. Sidman en autorradiografía para visualizar la neurogénesis durante el desarrollo y la neurogénesis en el adulto por Joseph Altman en la década de 1960, como evidencia de las respuestas de las actividades de las CMN en adultos. y neurogénesis durante la homeostasis y las lesiones. 
La búsqueda de mecanismos adicionales que operen en el entorno de la lesión y cómo influyen en las respuestas de las CMN durante las enfermedades agudas y crónicas es un tema de intensa investigación.

## Investigación

### Terapia regenerativa del SNC
La muerte celular es una característica de los trastornos agudos del SNC y de la enfermedad neurodegenerativa. La pérdida de células se amplifica por la falta de capacidades regenerativas para el reemplazo y reparación celular en el SNC. Una forma de evitar esto es utilizar la terapia de reemplazo celular a través de CMN regenerativas. Las CMN pueden cultivarse in vitro como neuroesferas. Estas neuroesferas están compuestas por células madre neurales y progenitores (CMNP) con factores de crecimiento como EGF y FGF. La retirada de estos factores de crecimiento activa la diferenciación en neuronas, astrocitos u oligodendrocitos que pueden ser trasplantados dentro del cerebro en el sitio de la lesión. Los beneficios de este enfoque terapéutico se han examinado en la enfermedad de Parkinson, la enfermedad de Huntington y la esclerosis múltiple. Laos CMNP inducen la reparación neuronal a través de las propiedades intrínsecas de la neuroprotección y la inmunomodulación . Algunas posibles rutas de trasplante incluyen el trasplante intracerebral y el xenotrasplante.
Un enfoque terapéutico alternativo para el trasplante de CMNP es la activación farmacológica de CMNP endógenos (eCMNP). Los eCMNP activados producen factores neurotróficos, varios tratamientos que activan una vía que implica la fosforilación de STAT3 en el residuo de serina y la posterior elevación de la expresión de Hes3 ( STAT3-Ser / Hes3 Signaling Axis ) se oponen a la muerte neuronal y la progresión de la enfermedad en modelos de trastorno neurológico.

### Generación de modelos 3Din vitrodel SNC humano.
Las células progenitoras neurales derivadas del cerebro medio humano (hmCPN) tienen la capacidad de diferenciar múltiples linajes de células neuronales que conducen a neuroesferas, así como a múltiples fenotipos neuronales. Las hmCPN puede usarse para desarrollar un modelo 3D in vitro del SNC humano. Hay dos formas de cultivar las hmCPN, la monocapa adherente y los sistemas de cultivo de neuroesferas. El sistema de cultivo de neuroesferas se ha utilizado previamente para aislar y expandir las células madre del SNC por su capacidad de agregar y proliferar hmCPN en condiciones de medios libres de suero, así como con la presencia de factor de crecimiento epidérmico (EGF) y factor de crecimiento de fibroblastos-2 (FGF2 ) Inicialmente, las hmCPN se aislaron y expandieron antes de realizar una diferenciación 2D que se utilizó para producir una suspensión de células individuales. Esta suspensión unicelular ayudó a lograr una estructura 3D homogénea de tamaño de agregado uniforme. La agregación 3D formó neuroesferas que se usaron para formar un modelo 3D in vitro del SNC.

### Andamios bioactivos como tratamiento de lesiones cerebrales traumáticas
La lesión cerebral traumática (LCT) puede deformar el tejido cerebral, lo que lleva a un daño primario de necrosis que luego puede conectarse en cascada y activar el daño secundario, como excitotoxicidad, inflamación, isquemia y la ruptura de la barrera hematoencefálica. El daño puede escalar y en algún momento conducir a apoptosis o muerte celular. Los tratamientos actuales se centran en prevenir más daños mediante la estabilización del sangrado, la disminución de la presión intracraneal y la inflamación, y la inhibición de las cascadas pro-apoptóticas. Para reparar los daños causados por la LCT, una próxima opción terapéutica consiste en el uso de células madre neurales derivadas de la región peri-ventricular embrionaria. Las células madre pueden ser cultivadas en un ambiente tridimensional favorable y poco citotóxico, un hidrogel, que aumentará la supervivencia de las células madre neurales cuando se inyecten en los pacientes con LCT. Se observó que las células madre neurales cebadas inyectadas intracerebralmente migran al tejido dañado y se diferencian en oligodendrocitos o células neuronales que secretan factores neuroprotectores.

### Galectina-1 en células madre neurales
La galectina-1 se expresa en células madre neurales adultas y se ha demostrado que tiene un papel fisiológico en el tratamiento de trastornos neurológicos en modelos animales. Hay dos enfoques para usar las células madre neurales como tratamiento terapéutico: (1) estimular las células madre neurales intrínsecas para promover la proliferación para reemplazar el tejido lesionado, y (2) trasplantar las células madre neurales en el área cerebral dañada para permitir que estas restablezcan el tejido. Los vectores de lentivirus se usaron para infectar CMN humanas (hCMNs) con Galectin-1 que luego se trasplantaron al tejido dañado. Las hGal-1-hCMN indujeron una recuperación cerebral mejor y más rápida del tejido lesionado, así como una reducción en los déficits motores y sensoriales en comparación con solo el trasplante de hCMN.

### Ensayos
Las células madre neurales se estudian rutinariamente in vitro utilizando un método denominado Ensayo de Neurosfera (o sistema de cultivo de Neuroesfera), desarrollado por primera vez por Reynolds y Weiss. Las neuroesferas son entidades celulares intrínsecamente heterogéneas formadas casi por completo por una pequeña fracción (1 a 5%) de células madre neurales de división lenta y por su progenie, una población de células progenitoras positivas a la nestina de división rápida. El número total de estos progenitores determina el tamaño de una neuroesfera y, como resultado, las disparidades en el tamaño de la esfera dentro de diferentes poblaciones de neuroesferas pueden reflejar alteraciones en el estado de proliferación, supervivencia y/o diferenciación de sus progenitores neurales. De hecho, se ha informado que la pérdida de β1- integrina en un cultivo de neurosfera no afecta significativamente la capacidad de las células madre deficientes en β1-integrina para formar nuevas neuroesferas, pero influye en el tamaño de la neuroesfera: las neuroesferas deficientes en β1-integrina fueron generales más pequeño debido al aumento de la muerte celular y la proliferación reducida.
Si bien el Ensayo de Neurosfera ha sido el método elegido para el aislamiento, la expansión e incluso la enumeración de células madre neurales y células progenitoras, varias publicaciones recientes han puesto de relieve algunas de las limitaciones del sistema de cultivo de neuroesferas como método para determinar las frecuencias de las células madre neurales. En colaboración con Reynolds, STEMCELL Technologies ha desarrollado un ensayo basado en colágeno, llamado Ensayo de células formadoras de colonias neuronales (NCFC), para la cuantificación de células madre neurales. Es importante destacar que este ensayo permite la discriminación entre las células madre neurales y las células progenitoras.

## Historia
La primera evidencia de que la neurogénesis ocurre en ciertas regiones del cerebro de los mamíferos adultos provino de los estudios de etiquetado de [3H] -timidina realizados por Altman y Das en 1965 que mostraron neurogénesis postnatal del hipocampo en ratas jóvenes. En 1989, Sally Temple describió células madre y progenitoras multipotenciales y auto-renovables en la zona subventricular (SVZ) del cerebro del ratón. En 1992, Brent A. Reynolds y Samuel Weiss fueron los primeros en aislar células progenitoras neurales y células madre del tejido estriado adulto, incluido el SVZ   - una de las áreas neurogénicas   - de tejido cerebral de ratones adultos. En el mismo año, el equipo de Constance Cepko y Evan Y. Snyder fueron los primeros en aislar células multipotentes del cerebelo de ratón y las transfectaron de manera estable con el oncogén v-myc. Esta molécula es uno de los genes ampliamente utilizados ahora para reprogramar células adultas no madre en células madre pluripotentes. Desde entonces, se han aislado células progenitoras neurales y células madre de diversas áreas del sistema nervioso central adulto, incluidas las áreas no neurogénicas, como la médula espinal, y de diversas especies, incluidos los humanos.